# Saglaarjuk
Saglaarjuk, tidigare benämnd Amherst Island är en ö i Kanada. Den ligger i territoriet Nunavut, i den nordöstra delen av landet, 2 700 km norr om huvudstaden Ottawa. Arean är 80 kvadratkilometer.
Terrängen på Saglaarjuk är platt. Öns högsta punkt är 92 meter över havet. Den sträcker sig 11,1 kilometer i nord-sydlig riktning, och 14,3 kilometer i öst-västlig riktning.
Trakten runt Saglaarjuk består i huvudsak av gräsmarker.